# 西海町 (長崎県)
西海町（さいかいちょう）は、1955年から2005年まで長崎県の西彼杵半島北部にあった町。西彼杵郡に属していた。
2005年4月1日に大瀬戸町・西彼町・大島町・崎戸町と対等合併し、西海市となった。旧役場は西海総合支所となっている。

## 地理
五島灘と佐世保湾に面する西彼杵半島北部を町域としていた。南西は大瀬戸町、南東は西彼町に隣接し、太田和地区から大島町へ通じる大島大橋が架かる。また佐世保湾に面する北東部は佐世保市佐世保港に繋がる航路があり、横瀬地区には米海軍用地もある。
町域は玄武岩質の溶岩台地からなる。海岸まで丘陵地が迫るが、西彼杵半島の中・南部よりは比較的標高が低く、起伏も少ない。照葉樹林やスギ・ヒノキ林が広がり、集落周辺ではミカン畑をはじめとした農耕地や畜産に利用されている。また面高（おもだか）地区は陸繋島で、砂州の上に集落が立ち並ぶ。
おもな山は白岳（しらたけ : 標高356m）・虚空蔵山（こくぞうざん : 標高307m）、おもな河川は多以良川・柚ノ木川・江川内川・伊佐ノ浦川・面高川・高地川・木場川がある。

## 歴史
北部の横瀬浦は、1562年（永禄5年）に平戸港に次ぐ海外貿易の窓口として開港したが、宗教上の対立から翌年に焼き討ちされた。以後貿易港は福田（長崎市西部の福田地区）へ移り、1570年に大村純忠によって長崎港が開港された。横瀬は史跡公園として整備され、港入り口の八ノ子島には当時と同様の白い十字架が復元されている。

### 近現代
- 1889年（明治22年）4月1日 - 町村制施行により、西彼杵郡のうち後の町域にあたる以下の自治体が発足。
  - 面高村（単独村制）
  - 七釜村（単独村制）
  - 瀬川村（川内村と横瀬村が合併）
- 1955年（昭和30年）4月1日 - 面高村と七釜村が合併し、西海村が発足。村名の由来は、同年3月16日に西海国立公園の指定があり、これを記念して名付けられた[1]。
- 1957年（昭和32年）3月31日 - 西海村と瀬川村が合併し、あらためて西海村が発足。
- 1969年（昭和44年）1月1日 - 町制施行。西海町となる。
- 2005年（平成17年）4月1日 - 大瀬戸町・西彼町・大島町・崎戸町と合併し市制施行。西海市が発足し、西海町は自治体として消滅。

## 地域

### 地名
郷を行政区域とする。旧面高村・旧七釜村は大字無し、旧瀬川村は2大字（川内・横瀬）を設置していた。1955年から1957年の西海村（初代）時代は郷の名称に旧自治体名「面高」「七釜」を冠していたが、1957年の西海村（2代）発足時に旧自治体名の冠称および瀬川村の大字を廃し、郷のみの表示となった。
| 旧自治体名               | 1889年-1955年 | 1889年-1955年 | 1955年-1957年 西海村(初代) | 1957年-2005年 西海村(2代)→西海町 |
| 旧自治体名               | 大字          | 郷            | 郷                         | 郷                               |
| ------------------------ | ------------- | ------------- | -------------------------- | -------------------------------- |
| 面高村 （1889年-1955年） | -             | 天久保郷      | 面高天久保郷               | 天久保郷                         |
| 面高村 （1889年-1955年） | -             | 太田和郷      | 面高太田和郷               | 太田和郷                         |
| 面高村 （1889年-1955年） | -             | 本郷          | 面高本郷                   | 面高郷                           |
| 面高村 （1889年-1955年） | -             | 黒口郷        | 面高黒口郷                 | 黒口郷                           |
| 七釜村 （1889年-1955年） | -             | 中浦北郷      | 七釜中浦北郷               | 中浦北郷                         |
| 七釜村 （1889年-1955年） | -             | 中浦南郷      | 七釜中浦南郷               | 中浦南郷                         |
| 七釜村 （1889年-1955年） | -             | 本郷          | 七釜本郷                   | 七釜郷                           |
| 瀬川村 （1889年-1957年） | 大字川内      | 太田原郷      | 太田原郷                   | 太田原郷                         |
| 瀬川村 （1889年-1957年） | 大字川内      | 本郷          | 本郷                       | 川内郷                           |
| 瀬川村 （1889年-1957年） | 大字川内      | 木場郷        | 木場郷                     | 木場郷                           |
| 瀬川村 （1889年-1957年） | 大字川内      | 丹納郷        | 丹納郷                     | 丹納郷                           |
| 瀬川村 （1889年-1957年） | 大字横瀬      | 水浦郷        | 水浦郷                     | 水浦郷                           |
| 瀬川村 （1889年-1957年） | 大字横瀬      | 本郷          | 本郷                       | 横瀬郷                           |

## 教育
中学校
（西海市発足後は「西海市立西海○中学校」と改称。）
- 西海町立南中学校[2]
- 西海町立北中学校[2]

小学校
（西海市発足後は「西海市立西海○小学校」と改称。）
- 西海町立南小学校
- 西海町立西小学校
- 西海町立北小学校
- 西海町立東小学校

## 名所・旧跡・観光スポット・祭事・催事
- 七釜鍾乳洞
- 中浦ジュリアン記念公園
- 伊佐ノ浦公園・伊佐ノ浦ダム
- 長崎県立西彼青年の家
- 横瀬浦公園
- みかんドーム
- 道の駅さいかい